# حارة غيل عمران (صنعاء)
غيل عمران هي إحدى حارات حي القابل بمدينة الروضة شمال العاصمة اليمنية "صنعاء"، بلغ تعداد سكانها 149 نسمة حسب تعداد اليمن لعام 2004.